# 咲世子
咲世子（さよこ、1990年7月4日 - ）は、日本の女優、ファッションモデル、タレント。大阪府出身。以前はトライストーン・エンタテイメントに所属していた。趣味はクラシックバレエ。
かつては豊岡咲世子（とよおか-）の名前で雑誌『ニコラ』の専属モデル（ニコモ）として活躍していた。

## 出演

### 雑誌
- nicola（ニコモ）
- melon
- non-no
- CANDy
- ピュアピュア
- 時娘

### テレビ番組
- ウチスタcollection（2005年、フジテレビ）レギュラー
- みてハッスルきいてハッスル 27話（2004年、NHK） - 時の魔女 役
- わたしが子どもだったころ『音楽評論家・湯川れい子』（2008年2月6日、NHK BShi） - 湯野川安子 役

### 映画
- クローズZEROⅡ（2009年、東宝） - 川西に道案内をした女子高生 役
- ソウル・フラワー・トレイン（2013年、西尾孔志監督） - 天本ユキ 役 *第9回おおさかシネマフェスティバル2014 新人女優賞

### テレビドラマ
- 11通の…出せなかったラブレター 第7話（2005年、ABC）
- 桜2号 第3話（2006年、ABC 土曜ナイトドラマ）
- 初恋net.com〜忘れられない恋のうた〜 episode.3（2007年、ABC 土曜ナイトドラマ） - マスク子 役
- 金曜プレステージ 警視庁三ツ星刑事 佐々木丈太郎 （2009年、フジテレビ)- 平沼由香 役
- ホームレス中学生2 - 安田役
- サムライ・ハイスクール（2009年10月〜12月、日本テレビ） - 沖田泉 役
- 私が恋愛できない理由 第1話（2011年10月17日、フジテレビ） - さきこ 役
- 雲の階段 第1話（2013年4月17日、日本テレビ） - 塚本舞 役

### CM
- 日本道路公団（2003年）
- 大塚製薬 カロリーメイト 『女子高生篇』（2005年）
- NTTドコモ関西 企業『つながる家族篇』（2005年）
- 大幸薬品 セイロガン糖衣A携帯用（2007年）
- 駿台予備校（2008年）
- 東京ディズニーシー 『春キャンコーラス部』（2009年）
- ロッテ・ACUO/ACUO POWDER（2009年 - ）『ブティック篇』 - 朝比奈みくるに変身するブティックの店員 役

### スチール
- 京阪カード e-kenet（2003年）
- アキレスシューズ レモンパイ（2004年）イメージキャラクター
- 千趣会 『ピコモ』秋冬カタログ（2004年）
- ナルミヤインターナショナル 『DAISY LOVERS』秋冬カタログ（2005年）
- トンボ学生服 OLIVE des OLIVE（2006年）

### PV
- ケツメイシ『聖なる夜に』（2007年11月）

## 出版物

### 写真集
- ランデブー 澤田祐衣・豊岡咲世子写真集（2002年、心交社）ISBN 9784883027125

### DVD
- トゥインクルリップス Twinkle Lips（2002年、心交社）ISBN 9784883027132